# Winburndale Dam
Winburndale Dam är en dammbyggnad i Australien. Den ligger i regionen Bathurst Regional och delstaten New South Wales, i den sydöstra delen av landet, omkring 140 kilometer väster om delstatshuvudstaden Sydney.
Närmaste större samhälle är Bathurst, omkring 19 kilometer väster om Winburndale Dam. 
I omgivningarna runt Winburndale Dam växer i huvudsak städsegrön lövskog. Trakten runt Winburndale Dam är nära nog obefolkad, med mindre än två invånare per kvadratkilometer. Genomsnittlig årsnederbörd är 932 millimeter. Den regnigaste månaden är februari, med i genomsnitt 172 mm nederbörd, och den torraste är oktober, med 38 mm nederbörd.